# Powiat Furubira
Powiat Furubira (jap. 古平郡 Furubira-gun) – powiat w Japonii, w prefekturze Hokkaido, w podprefekturze Shiribeshi. W 2024 roku liczył 2503 mieszkańców.

## Miejscowości
- Furubira